# 김재현 (1991년)
김재현(金材賢, 1991년 8월 30일 ~ )은 전 KBO 리그 SSG 랜더스의 내야수이자, 현 KBO 리그 SSG 랜더스의 스카우트이다.

## 선수 시절

### 삼성 라이온즈시절
한양대학교를 졸업하고 2014년에 2차 5라운드 지명을 받아 입단했다. 입단 첫 해에는 2군에서 많은 시간을 보냈다. 2015년 시즌에는 타율이 1할대로 낮았지만 안정적인 수비로 인해 주로 내야수 백업 및 대수비나 대주자로 경기에 출장했다. 2016년 4월 25일에 당시 주전 유격수였던 김상수가 발목 부상으로 2군으로 내려가자 그가 주전 유격수로 발탁됐고, 5월 한 달 동안 타율 0.256, 20안타를 기록했다. 김상수가 복귀한 뒤에도 2군으로 내려가지 않고 간간히 대타나 경기에 출전했다.

### 경찰 야구단시절
2016년 시즌 후 입대하였다.

### 삼성 라이온즈복귀
2018년에 복귀했으나 제대 후 김지찬에게 밀려 1군에 많이 올라오지 못했다.
2021년에는 1군에 아예 올라오지 못했고, 11월에 방출됐다.

### SSG 랜더스시절
2021년 시즌 후 테스트에서 합격해서 입단하였다.

## 야구선수 은퇴 후
2023년부터 SSG 랜더스의 스카우트로 활동한다.

## 출신 학교
- 서울홍파초등학교 (도봉구리틀)
- 건국대학교 사범대학 부속중학교
- 배명고등학교
- 한양대학교

## 통산 기록
| 연도 | 팀명  | 타율  | 경기 | 타수 | 득점 | 안타 | 2루타 | 3루타 | 홈런 | 루타 | 타점 | 도루 | 도실 | 볼넷 | 사구 | 삼진 | 병살 | 실책 |
| ---- | ----- | ----- | ---- | ---- | ---- | ---- | ----- | ----- | ---- | ---- | ---- | ---- | ---- | ---- | ---- | ---- | ---- | ---- |
| 2014 | 삼성  | 0.143 | 8    | 7    | 0    | 1    | 0     | 0     | 0    | 1    | 1    | 0    | 0    | 0    | 1    | 4    | 1    | 0    |
| 2015 | 삼성  | 0.171 | 73   | 41   | 7    | 7    | 0     | 0     | 0    | 7    | 5    | 0    | 0    | 5    | 0    | 11   | 1    | 0    |
| 2016 | 삼성  | 0.218 | 122  | 188  | 25   | 41   | 7     | 0     | 0    | 48   | 14   | 1    | 1    | 8    | 7    | 42   | 10   | 9    |
| 2018 | 삼성  | 0.000 | 5    | 1    | 0    | 0    | 0     | 0     | 0    | 0    | 0    | 0    | 0    | 0    | 0    | 1    | 0    | 0    |
| 2019 | 삼성  | 0.000 | 6    | 2    | 1    | 0    | 0     | 0     | 0    | 0    | 0    | 0    | 0    | 0    | 0    | 1    | 0    | 0    |
| 2020 | 삼성  | 0.143 | 35   | 14   | 4    | 2    | 0     | 0     | 0    | 2    | 4    | 0    | 0    | 3    | 0    | 3    | 1    | 1    |
| 2022 | SSG   | 0.222 | 18   | 18   | 2    | 4    | 1     | 0     | 0    | 5    | 4    | 0    | 0    | 0    | 0    | 3    | 2    | 1    |
| 통산 | 7시즌 | 0.203 | 267  | 271  | 39   | 55   | 8     | 0     | 0    | 63   | 28   | 1    | 1    | 16   | 8    | 65   | 15   | 11   |